# یوگو ساکو
یوگو ساکو (انگلیسی: Yugo Sako; ۴ فوریهٔ ۱۹۲۸ – ۲۴ آوریل ۲۰۱۲) کارگردان فیلم، فیلم‌نامه‌نویس، تهیه‌کننده اهل ژاپن بود.